# Michael Wilson (fútbol americano)
Michael George Wilson (Simi Valley, California; 23 de febrero de 2000) más conocido como Michael Wilson, es un jugador profesional estadounidense de fútbol americano, se desempeña en la posición de wide receiver en Arizona Cardinals, en la National Football League (NFL).

## Carrera
Hizo su debut profesional con el equipo Arizona Cardinals, lleva jugando una temporada, comenzó en el 2023.